# Зерапия фон Йотинген-Йотинген
Зерапия фон Йотинген-Йотинген (на немски: Serapie von Oettingen-Oettingen/Öttingen; † сл. 31 август 1572) е благородничка от Йотинген-Йотинген в Швабия, Бавария и чрез женитба графиня на Байхлинген в Тюрингия.
Тя е дъщеря на господар Лудвиг XV фон Йотинген-Йотинген (1486 – 1557) и съпругата му графиня Мария Салома фон Хоенцолерн-Хайгерлох (1488 – 1548), дъщеря на граф Айтел Фридрих II фон Хоенцолерн (1452 – 1512) и Магдалена фон Бранденбург (1460 – 1496).

## Фамилия
Зерапия фон Йотинген-Йотинген се омъжва ок. 21 октомври 1558 г. за граф Бартоломеус Фридрих фон Байхлинген († 20 май 1567 в Гебезе и е погребан там), най-малкият син на граф Адам фон Байхлинген († 1538) и втората му съпруга ландграфиня Катарина фон Хесен († 1525). Те нямат деца.